# RM-10
RM-10 a fost un planor experimental monoloc de tip canard, proiectat și construit de inginerul Radu Manicatide în anul 1943.
Zborul inaugural a avut loc în același an, pe terenul de zbor al aeroclubului „Mircea Zorileanu” din Sânpetru, Brașov.

## Proiectare și construcție
RM-10 a fost un planor monoplas cu aripă la umăr, construcție de tip canard din lemn. Postul de pilotaj era amplasat între aripa principală și aripa din față de tip canard, fiind liber (fără cocă). 
Fuzelajul era de tipul grindă cu zăbrele plcat cu placaj de ambele părți. Aterizorul era format dintr-o patină principală, o patină scurtă de bot și o bechie.
Aripile în vedere de sus, aveau o formă dreptunhiulară, ambele cu unghi diedru. Aripa principală, din schelet de lemn, avea un lonjeron principal, iar la capete era prevăzută cu „discuri marginale” , care erau de fapt deriva și direcția, poziționate în vederea din față, perpendicular pe lonjeron. Cele două direcții puteau fi bracate separat în momentul în care erau folosite ca frâne aerodinamice. Atât aripile, cât și eleroanele, erau învelite cu pânză. Pentru rigidizarea aripii, s-au folosit câte un montant pe fiecare parte, prins în partea de jos a fuzelajului, iar cealălalt capăt al montantului fixat pe intradosul aripii sub lonjeron, la jumătatea ei.
Aripa din față (canard), servea ca stabilizator și profundor. Pentru stabilizarea laterală a fuzelajului au fost folosite patru cabluri de sârmă fixate de partea inferioară a fuzelajului și de punctul de fixare a montanților pe intradosul aripii.

## Date tehnice (RM-10)
Datele tehnice au fost preluate din: Construcții aeronautice românești 1905-1970 
Caracteristici generale
- Echipaj: 1
- Anvergura aripa principală: 6 m
- Anvergura aripioara canard: 3 m
- Lungime: ? m
- Înălțimea: ? m
- Suprafața aripii: 9 m²
- Diedrul aripii: ?°
- Alungirea aripii: --
- Tren de aterizare: o patină cu amortizor, bechie
- Profilul aripii: Aripă la umăr, în față aripă canard
- Greutate gol: 60 kg
- Greutate maximă: 130 kg
- Structură: de lemn acoperit cu pânză